# Trafic de femmes (film)
Pour l'article général sur le sujet, voir trafic de femmes.
Pour les articles homonymes, voir Deux femmes.
Pour plus de détails, voir Fiche technique et Distribution.
Trafic de femmes ou Deux femmes (Två kvinnor) est un film suédois réalisé par Arnold Sjöstrand, sorti en 1947.

## Fiche technique
- Titre : Trafic de femmes
- Titre original : Två kvinnor
- Réalisation : Arnold Sjöstrand
- Scénario : Torsten Quensel, Francis Carco et Roger Richebé
- Musique : Sune Waldimir
- Photographie : Karl-Erik Alberts
- Montage : Eric Nordemar
- Société de production : Wivefilm
- Pays :  Suède
- Genre : Drame
- Durée : 96 minutes
- Dates de sortie : 
  - Suède : 19 octobre 1947
  - France : 15 juin 1951
- Affiche : Gilbert Allard (France)

## Distribution
- Eva Dahlbeck : Sonja Bergman
- Cécile Ossbahr : Cecilia Linde-Alling
- Gunnar Björnstrand : Bengt Larsson
- Georg Rydeberg : Henry Alling
- Arnold Sjöstrand : John Martins
- Marianne Löfgren : Helen Sinner
- Naïma Wifstrand : Mme. Jonsson
- Lasse Krantz : Victor
- Nils Hallberg : Nisse
- Nils Ohlin : West
- Arthur Fischer : M. Jonsson
- Viveka Linder : Mlle. Gren

## Distinctions
Le film a été présenté en sélection officielle en compétition au Festival de Cannes 1947.